# Canon EOS 300D
Canon EOS 300D — первый в мире цифровой зеркальный фотоаппарат, перешагнувший символическую границу стоимости ниже 1000 долларов.
Ориентирован на фотографов - любителей, первая камера непрофессиональной Canon EOS-серии «xxxD». В Северной Америке продавался под названием EOS Digital Rebel, в Японии — EOS Kiss Digital.
EOS 300D разрабатывался как «младший брат» полупрофессиональной камеры Canon EOS 10D и появился в продаже 30 августа 2003 года. Впоследствии был последовательно заменён моделью Canon EOS 350D.
EOS 300D — первая камера, поддерживающая байонет EF-S.

## Описание
Canon EOS 300D представляет собой однообъективную цифровую зеркальную камеру (SLR) со светочувствительной КМОП-матрицей (CMOS) с разрешением 6,3 млн пикселей.
Видоискатель фотоаппарата представляет собой пентапризму с зеркалом на уровне глаз. Поле зрения видоискателя составляет 95 %, увеличение — 0,8×.
Для обработки изображения используется процессор Digic.

## Совместимость

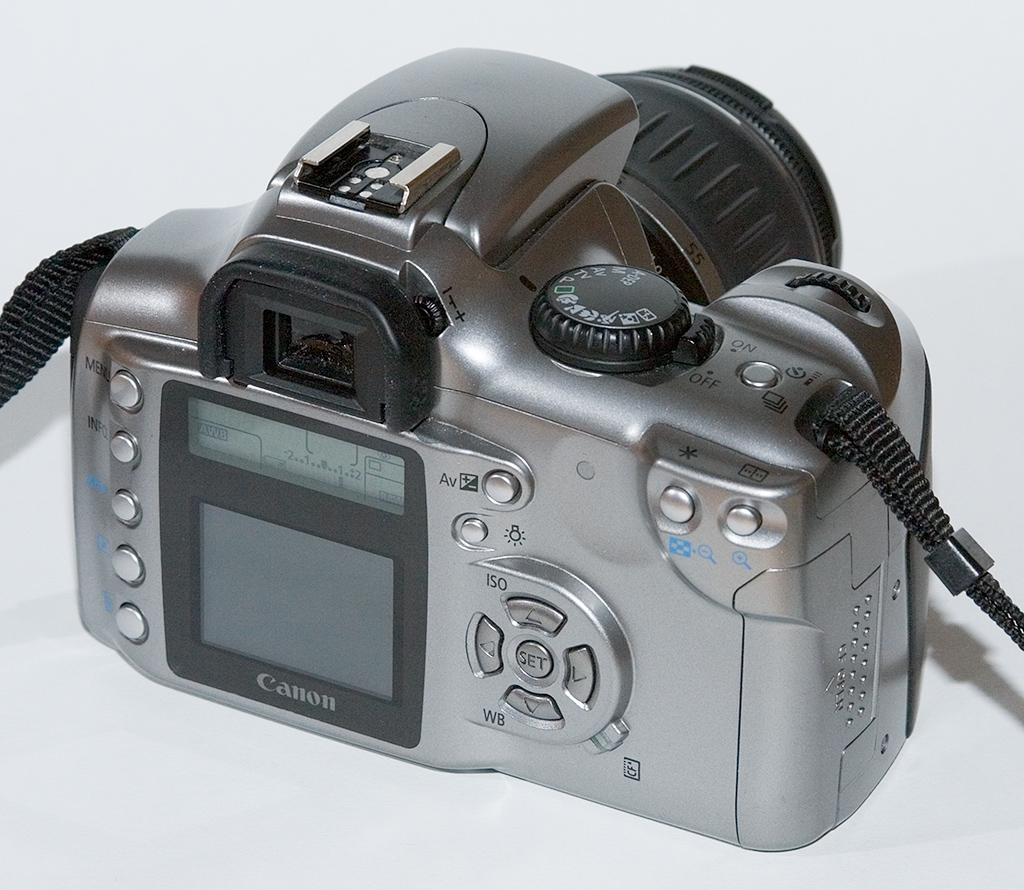
EOS 300D. Вид сзади

Камера совместима с объективами EF/EF-S, а также с фотовспышками Canon Speedlite EX.

## Встроенное программное обеспечение
Встроенное программное обеспечение (firmware) камеры EOS 300D неоднократно переписывалось сторонними программистами. На сегодняшний день существует целый ряд «альтернативных» (никак не связанных с компанией Canon) прошивок, позволяющих открыть доступ к отключённым производителем функциям камеры Canon EOS 10D. Среди них: чувствительность ISO 3200, блокировка зеркала, контроль экспозиции при использовании вспышки и др.

## Комплект поставки
Камера продавалась в двух вариантах: без объектива («Canon EOS 300D Body») и с объективом EF-S 18-55/3.5-5.6 («Canon EOS 300D Kit»). Некоторое время объектив был доступен в продаже только в составе комплекта, не поставляясь отдельно. Также в комплект входит литий-ионная аккумуляторная батарея BP-511 и зарядное устройство CB-5L.
Камера выпускалась в двух вариантах корпуса: чёрном и серебристом.